# Antonio Martín y Coll
Antonio Martín y Coll (ur. ok. 1660 w Reus, zm. ok. 1734 w Madrycie)  – hiszpański duchowny, franciszkanin, kompozytor i organista okresu baroku.

## Życiorys
Z pochodzenia Kastylijczyk, od najmłodszych lat żył w klasztorze San Diego w Alcali. Studiował podstawy muzyki i grę na organach u Andrésa Lorente. Po 1707 objął stanowisko pierwszego organisty klasztoru San Francisco el Grande w Madrycie, gdzie pozostał do swojej śmierci .
Martín y Coll napisał dwa traktaty dotyczące praktyk liturgicznych:
- Arte de canto Llano, z dodatkiem Arte de Canto de órgano (Madryt, 1714)
- Breve suma de toas las reglas de canto llano y su Explicación (Madryt, 1734)

## Kolekcja Martina y Colla
W latach 1706–1709 Martín y Coll zgromadził imponującą kolekcję hiszpańskiej muzyki na instrumenty klawiszowe i wydał ją w 5 tomach:
- Vol. I:  Flores de música, obras y versos de varios organistas, escriptas por F. Antono Martin Coll, Organista de San Diego de Alcalá, 1706
- Vol. II: Pensil deleitoso de subabes flores de música, recogitas de varios organistas por F. Antono Martin, Organista ... de Alcalá, 1707
- Vol. III: Huerto ameno de varias flores de música recogitas de muchos organistas por Fray Antono Martin, 1708
- Vol. IV: Huerto ameno de varias flores de música recogitas de varios organistas por Fray Antono Martin, 1709
- Vol. V: Ramillete oloroso [Fragrant Flower Bouquet] suabes flores de música para órgano compuestas por Fray Antono Martin, 1709

Cztery pierwsze tomy zawierały ponad 1850 utworów różnych kompozytorów. Tom piąty obejmował wyłącznie utwory własne Martína y Colla. Są to jedyne znane jego kompozycje.
Utwory z trzech pierwszych tomów są nieznanego autorstwa. W tomie czwartym większość również jest anonimowa. Jedyne sygnowane kompozycje to Pange lingua de Urreda, Marche de Gautier, Tocatas alegres de Coreli i Jaboste (gavotte) de Ardel. Przez porównanie innych manuskryptów udało się zidentyfikować także trzy kompozycje autorstwa Sebastiana Aguilery de Heredia i cztery Juana Cabanillesa. Wśród "varios organistas" zidentyfikowano też Denisa Gaultera, Jacquesa Hardela, Arcangela Corellego, Antonia de Cabezón i Girolama Frescobaldiego.
Kolekcja zawiera wszystkie formy i typy muzyki uprawianej wówczas w Hiszpanii, Francji i we Włoszech: „obra, registro partido, juego de versos de todos, canción, entrada, xácara, españoleta, marizápalos, pasacalles, chacona, batalla, favordones, pavana, alamanda, corrent, zarabanda, gigue, matassins, minué, folía, tocata yitaliana”, a także msze, Magnificat i hymny (Pange lingua, Veni Creator, Sacris solemniis, Ave maristela, etc.)
W latach 1984–1986 ukazało się w Madrycie wydanie zredagowane przez Juliána Sagastę Galdosa, zatytułowane Tonos de palacio y canciones comunes ISBN 978-0-7119-7749-5). Zawierało ono wybrane kompozycje Martíana y Colla z piątego tomu Flores de Música.